# Estadio municipal Medina Lauxa
El estadio municipal Medina Lauxa es un estadio de fútbol de la ciudad de Loja (Granada, España). Es la sede oficial del Loja Club Deportivo, que milita en el grupo 2 de la División de Honor Andaluza.

## Especificaciones
Con capacidad para 1250 espectadores. Se trata de un estadio de césped artificial y con pistas de atletismo. Fue inaugurado el 10 de diciembre de 2006 y sustituyó al Estadio San Francisco, estadio que albergó durante más de 45 años los partidos como local del Loja CD.
La nueva instalación está integrada en una ciudad deportiva.